# 日本古武道協会
日本古武道協会（にほんこぶどうきょうかい）は、日本の伝統武術である古武道を統括する団体の一つである。

## 概要
古武道の保存と振興を目的として、財団法人日本武道館が中心となり、古武道各流派の代表者、有識者の協議を経て設立された。日本古武道振興会と並んで、最も権威ある古武道団体である。
日本古武道演武大会、日本古武道術技向上演武大会、海外での古武道演武会の開催（財団法人日本武道館との共催）、古武道功労者の表彰、古武道の形の記録映像の製作などを事業としている。

## 沿革
- 1978年（昭和53年）2月19日、日本武道館で第1回全日本古武道演武大会が開催される。その様子はフランキー堺の司会、小笠原清信（小笠原流30世。清忠の父）の解説によって、当時テレビ朝日で放送された。
- 1979年（昭和54年）2月17日、古武道52流派・団体の代表による協議を経て、日本古武道協会が発足。
- 1981年（昭和56年）から1988年（昭和63年）まで、古武道88流派・団体の形の記録映像を製作。
- 1982年（昭和57年）3月、フランスのパリで、初の古武道海外演武大会を財団法人日本武道館と共催。
- 1990年（平成2年）11月25日、厳島神社で第1回日本古武道術技向上演武大会（日本古武道厳島神社演武大会）を開催。

## 加盟流派

### 柔術
- 柳心介冑流柔術
- 諸賞流和
- 為我流派勝新流柔術
- 気楽流柔術
- 天神真楊流柔術（東京都）
- 天神真楊流柔術（川越市）
- 長谷川流和術
- 大東流合気柔術
- 起倒流柔術
- 大東流合気柔術 琢磨会
- 澁川流柔術
- 心月無想柳流柔術
- 本體楊心流柔術
- 高木流柔術・九鬼神流棒術
- 関口新心流柔術
- 竹内流柔術 腰廻小具足
- 竹内流柔術 日下捕手開山
- 澁川一流柔術

### 剣術
- 卜傳流剣術
- 溝口派一刀流剣術
- 北辰一刀流剣術
- 鹿島新當流剣術
- 甲源一刀流剣術

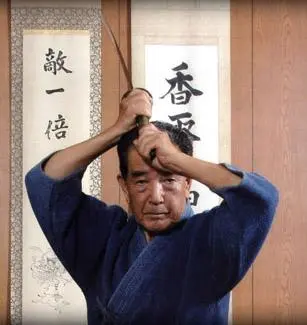
天真正伝香取神道流剣術
- 立身流兵法
- 鹿島神傳直心影流
- 小野派一刀流剣術
- 神道無念流剣術
- 鞍馬流剣術
- 天然理心流剣術
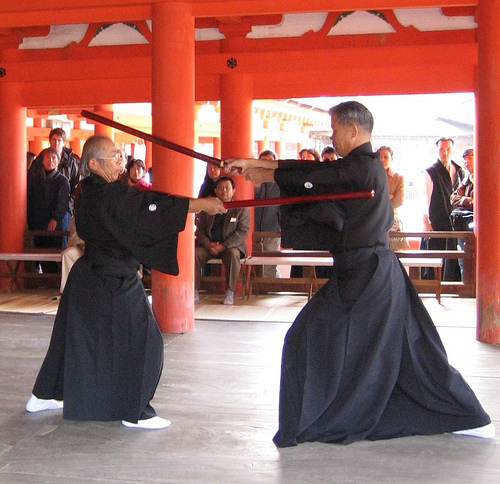
柳生新陰流兵法剣術
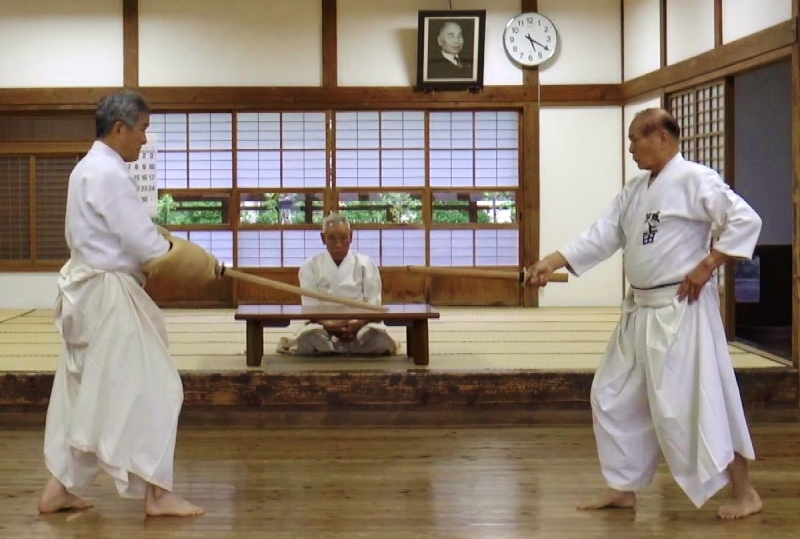
北辰一刀流

- 心形刀流剣術
- 初實剣理方一流剣術
- 兵法二天一流剣術（山東派）
- 野田派二天一流剣術
- 雲弘流剣術
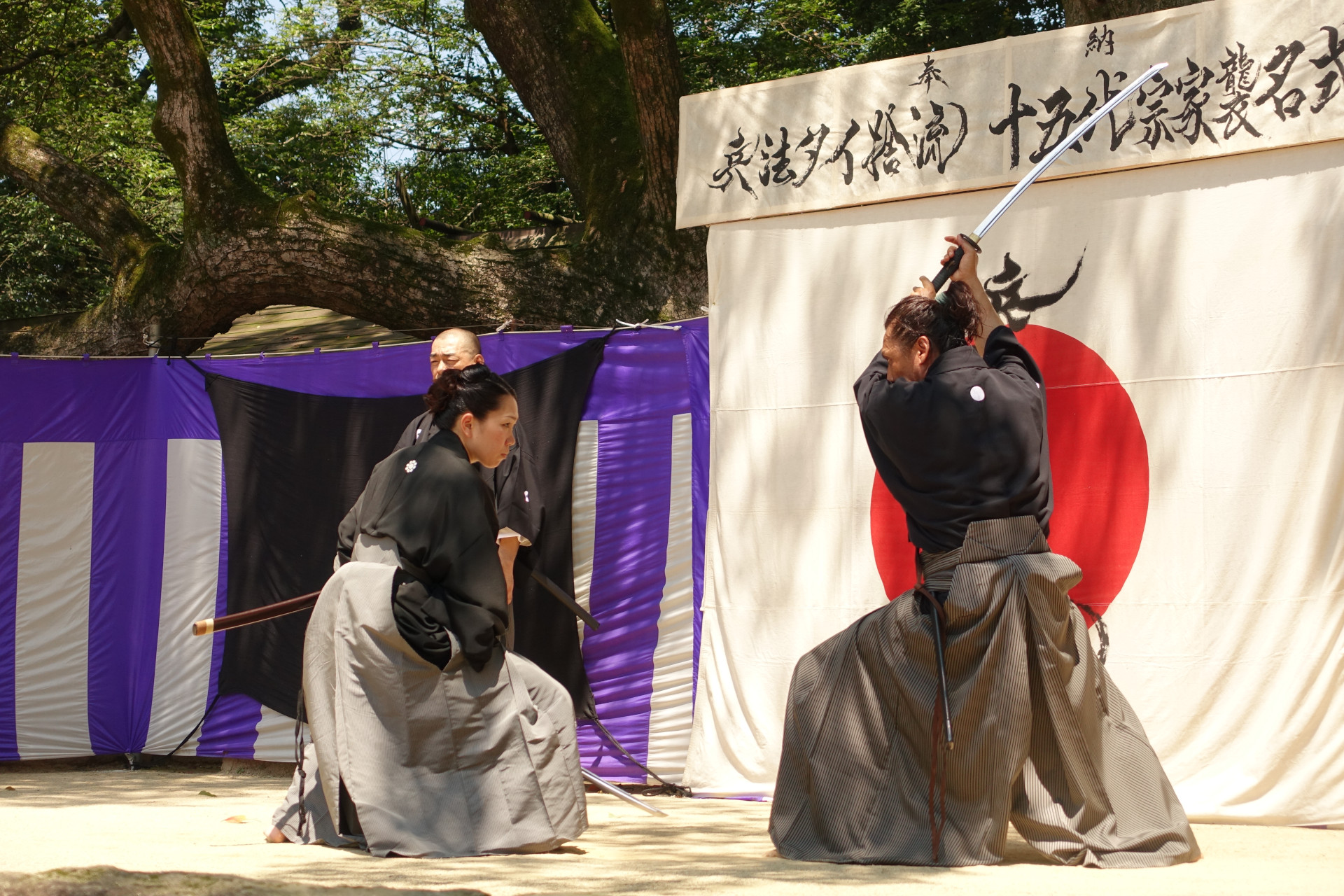
兵法タイ捨流
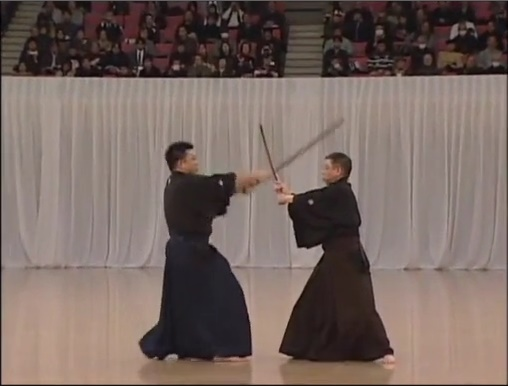
示現流兵法剣術
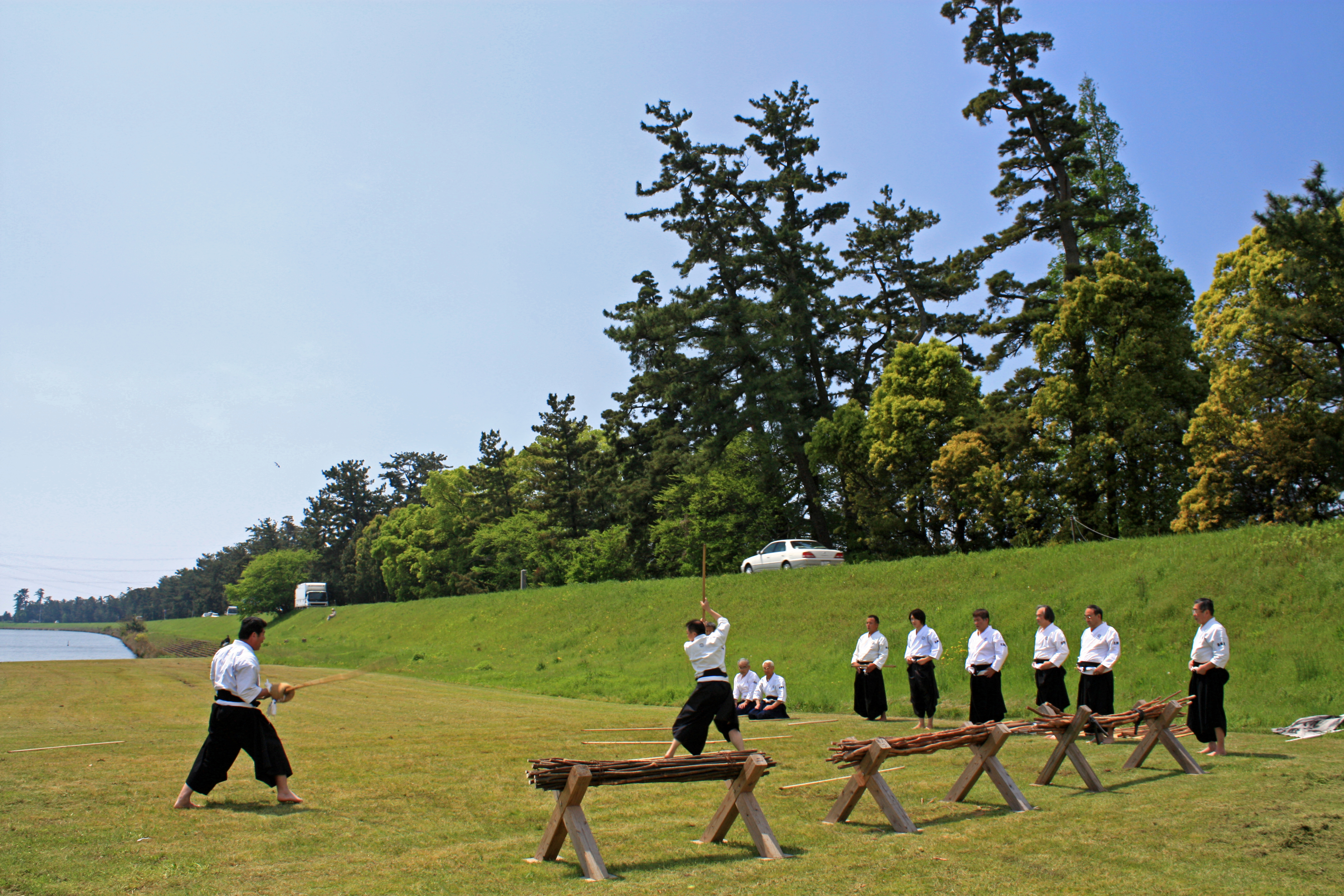
野太刀自顕流剣術
- 當田流剣術

- 天真正伝香取神道流
- 柳生新陰流
- 北辰一刀流
- タイ捨流
- 雲弘流
- 野太刀自顕流

### 居合術・抜刀術

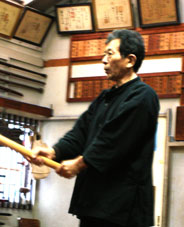
水鷗流

- 林崎夢想流居合術
- 無雙直傳英信流居合術
- 田宮流居合術
- 水鷗流居合剣法・正木流鎖鎌術
- 伯耆流居合術
- 円心流居合据物斬剣法
- 貫心流居合術
- 初實剣理方一流甲冑抜刀術
- 鐘捲流抜刀術
- 関口流抜刀術

- 水鷗流

### 槍術
- 尾張貫流槍術
- 風傳流槍術
- 宝蔵院流高田派槍術
- 佐分利流槍術

### 杖術・棒術
- 無比無敵流杖術
- 神道夢想流杖術
- 竹生島流棒術

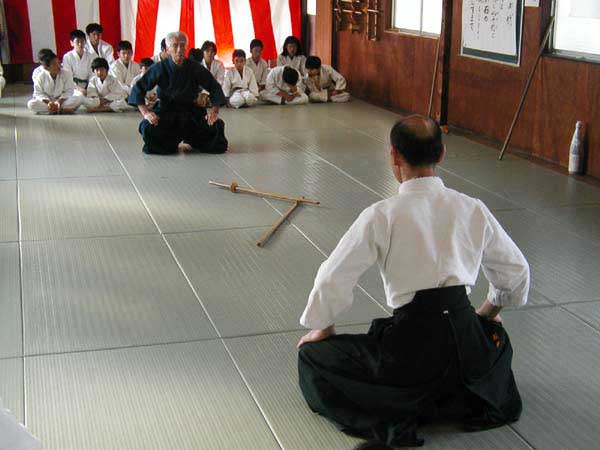
神道夢想流

### 薙刀術

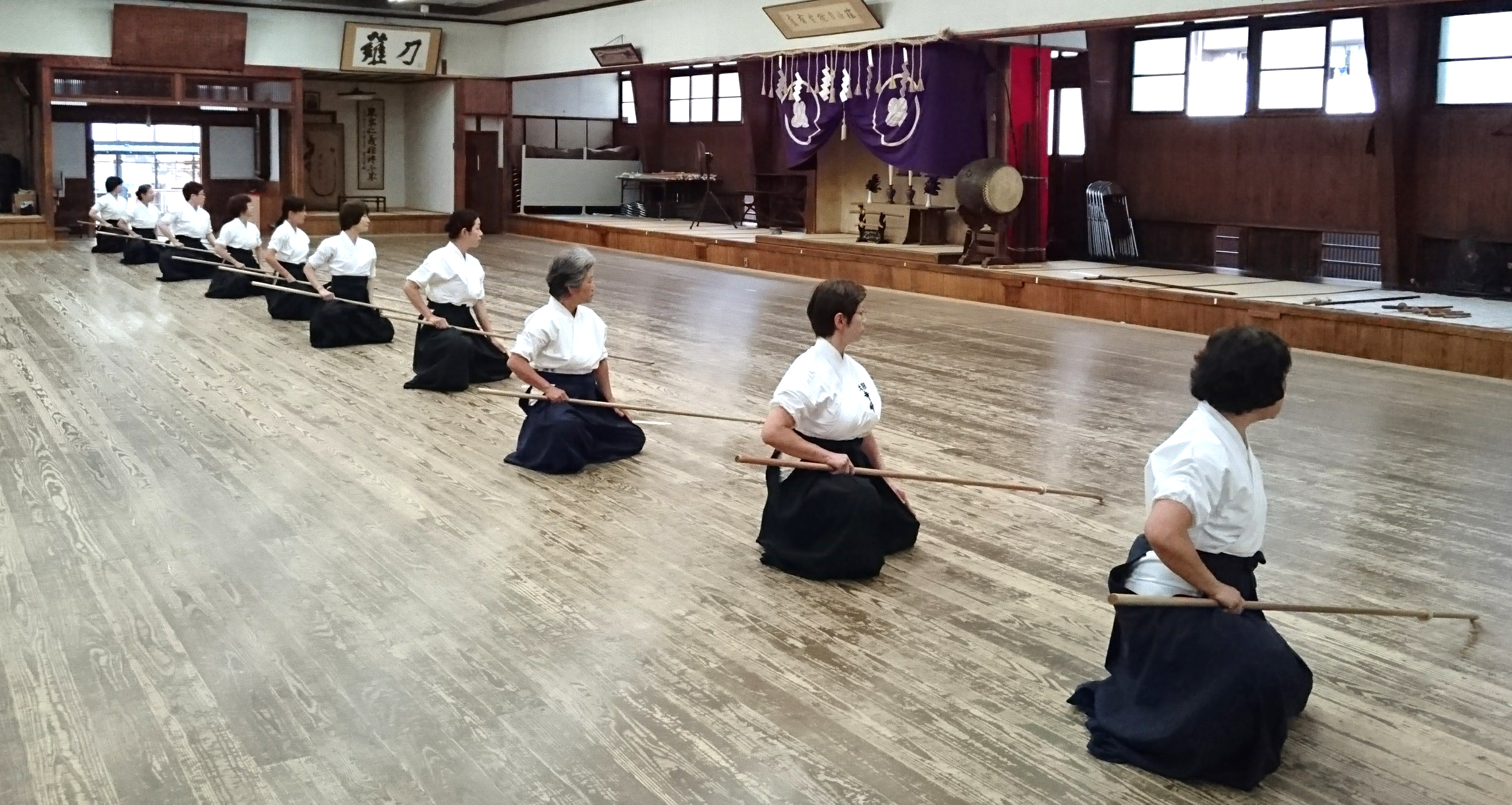
天道流

- 戸田派武甲流薙刀術
- 天道流薙刀術
- 直心影流薙刀術
- 楊心流薙刀術
- 肥後古流長刀

- 天道流

### 空手・琉球古武術
- 琉球古武術
- 和道流柔術拳法
- 糸洲流空手
- 琉球王家秘伝本部御殿手
- 金硬流唐手沖縄古武術
- 沖縄剛柔流武術

### 体術
- 柳生心眼流甲冑兵法
- 柳生心眼流體術

### 砲術
- 關流炮術
- 森重流砲術
- 陽流砲術

### その他武術
- 荒木流拳法

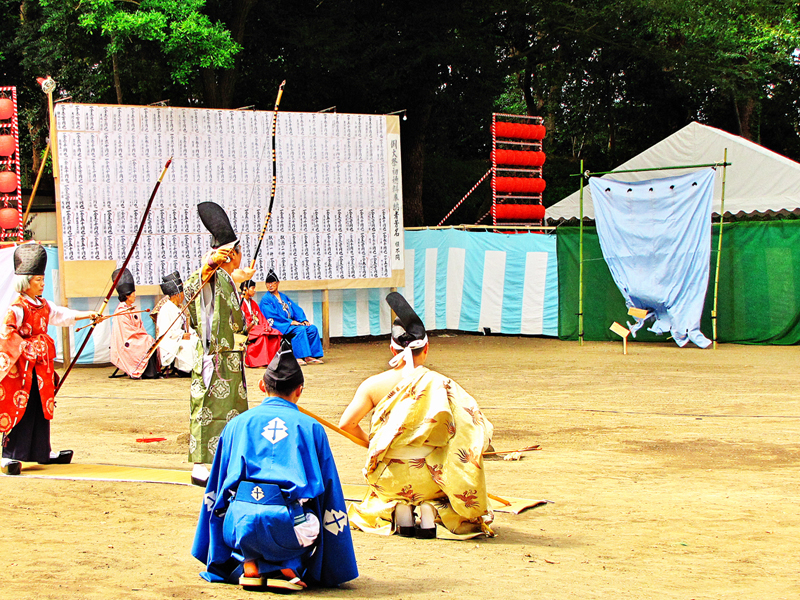
荒木流軍用小具足
- 根岸流手裏剣術
- 小笠原流弓馬術
- 二刀神影流鎖鎌術
- 武田流合氣之術

- 小笠原流

### 過去に加盟していた流派
- 九鬼神流武術
- 駒川改心流剣術
- 深甚流剣術
- 双水執流
- 天神真楊流柔術（大阪）
- 本覚克己流
- 北水流武術
- 馬庭念流剣術
- 雖井蛙流剣術

### 過去に古武道演武大会で演武した流派

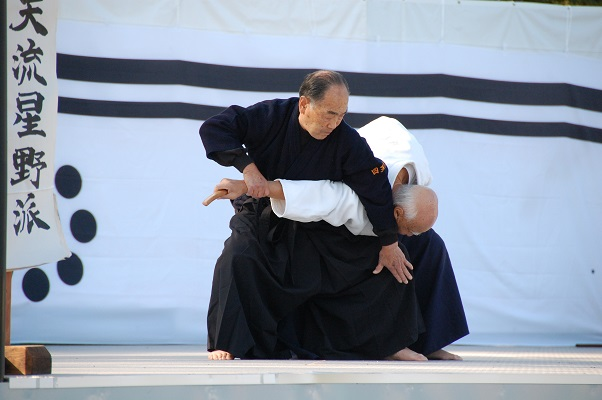
四天流星野派

第31回
- 四天流星野派柔術
- 肥後新陰流剣術

第35回
- 小野派一刀流剣術（小舘伝）
- 八戸藩伝神道無念流居合
- 當田流棒術